# Öffentliche Bedürfnisanstalt am Parkring

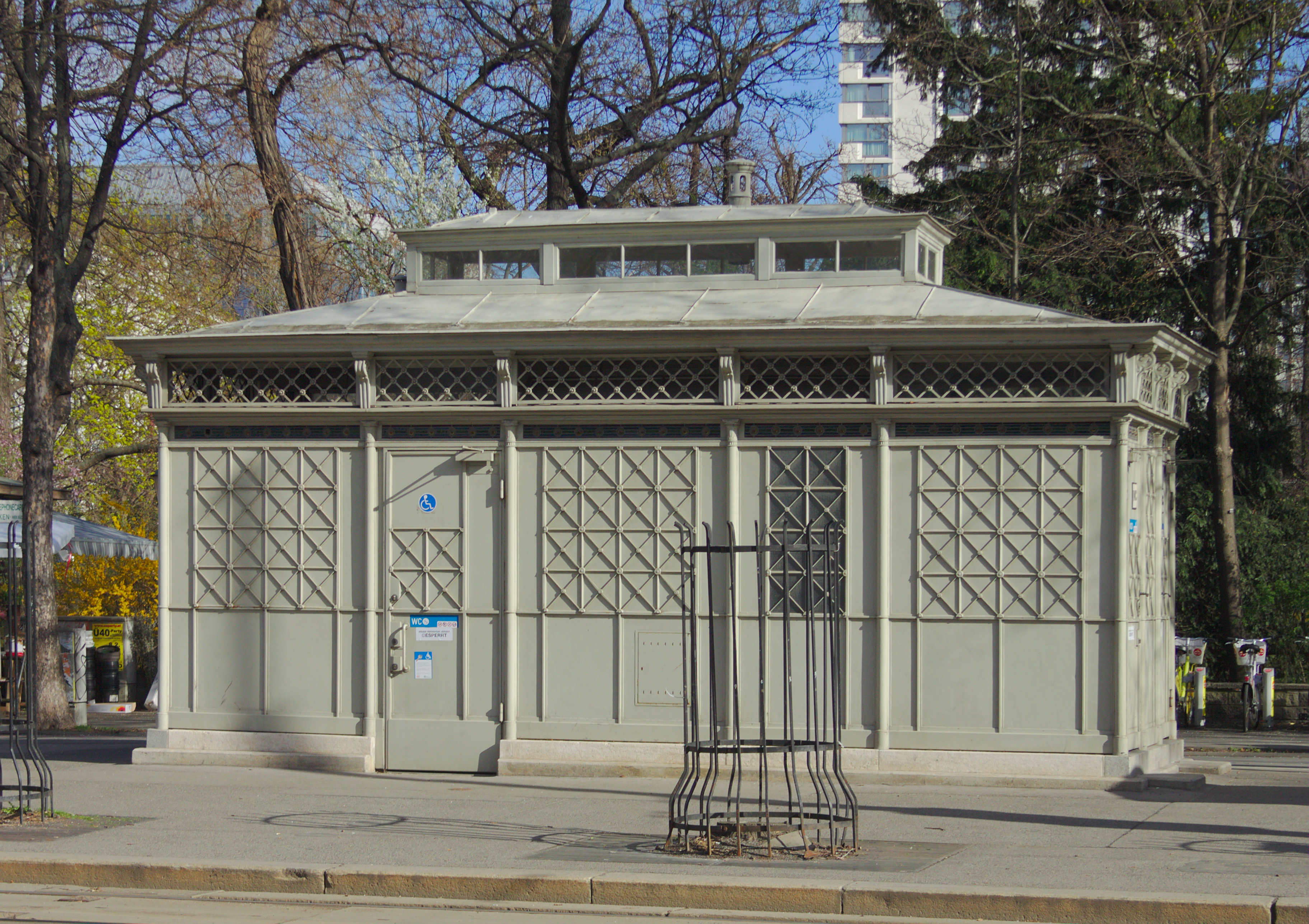
Öffentliche Bedürfnisanstalt am Parkring

Die Öffentliche Bedürfnisanstalt am Parkring ist eine Bedürfnisanstalt „für Personen beiderlei Geschlechts“ im 1. Wiener Gemeindebezirk Innere Stadt, die unter Denkmalschutz steht. Sie befindet sich beim Stadtpark, auf der stadtauswärtigen Seite des Parkrings, an der Kreuzung mit der Weiskirchnerstraße.

## Geschichte und Architektur

Die ehemaligen Wartehäuschen der Wiener Pferdetramway dienten als Vorbild für die Beetz’schen Toilettenpavillons

Der im secessionistischen Stil errichtete rechteckige Toilettenpavillon in Eisen-Glas-Bauweise wurde Anfang der 1880er Jahre vom Wiener Unternehmer Wilhelm Beetz entworfen. Hierzu reichte dieser bereits 1880 ein Gesuch beim Wiener Magistrat ein. Damals bot Beetz an, statt der zuvor üblichen hölzernen, eiserne Anlagen herzustellen. Diese sollten zur besseren Tarnung – und im Sinne einer möglichst einheitlichen Stadtmöblierung – in Form der damaligen Wartehäuschen der Wiener Pferdetramway ausgeführt werden. Diese wurden, ebenfalls in Fertigteilbauweise, ab den späten 1870er Jahren errichtet.
Obwohl die öffentlichen Bedürfnisanstalten zum Teil auf heftige Ablehnung bei der Bevölkerung stießen, erhielt Beetz am 24. Juli 1883 die Bewilligung für ein Probeobjekt und konnte am 23. September 1883 die erste neuartige Anlage an der Landstraßer Hauptstraße eröffnen. Das „Wiener Sonntagsblatt“ schrieb, dass „dieses Closett sehr praktisch angelegt, recht bequem und luxuriös ausgestattet und der Preis für die Benützung desselben (4 kr und 2 kr) ungemein billig ist“.
Die neue Toilette bestand aus vier Kabinen für Männer, vier Kabinen für Frauen, sechs Pissständen und einem beheizbaren Raum für die Wärterin. Dieser Typ wurde in der Folge zum „klassischen“ Vorbild der oberirdischen Bedürfnisanstalten, der schließlich in ganz Wien und teilweise auch darüber hinaus Verbreitung fand. Die Konstruktionen basierten auf einem Ziegelunterbau mit Steinsockel. Unter dem Gebäude befand sich ein eineinhalb Meter hoher Keller, in dem die Installationen und ein Koksofen untergebracht waren. Die Wände waren innen mit einer Holzschalung versehen, die Füllwände der eisernen Außenhaut wiesen Fensterteilungen mit gekreuzten Sprossen auf. Unter dem Hauptgesims lag ein breiter, weitgehend verglaster Fries. Auf dem Walmdach befand sich eine langgestreckte, hölzerne Laterne mit Klappfenstern. Die Dachtraufe war mit Ornamenten aus Blech verziert, die sich auf der Laterne wiederholten. Es gab Kabinen I. und II. Klasse, wobei sich in der I. Klasse zusätzlich ein Handwaschbecken, ein Spiegel und ein Spucknapf befanden. Bei der Wärterin konnte man Seife, Handtuch, Kamm und Bürste entlehnen. Nach der Währungsumstellung von 1892 betrug der Tarif entsprechend zehn beziehungsweise sechs Heller.
Ende 1903 betrieb Beetz bereits allein in Wien 58 Toiletten dieses Typs, bis 1910 stieg ihre Zahl letztlich auf 73. Die Baukosten für das größte der insgesamt drei von Beetz angebotenen Modelle betrugen je 12.000 Kronen. Hiervon standen allein auf der Ringstraße 15 Stück. Der Toilettenpavillon am Parkring wurde 1901 errichtet und ist das einzige noch erhaltene Objekt dieser Art in der Inneren Stadt. Jedoch existieren in den übrigen Bezirken noch gleichartige Anlagen, die überwiegend ebenfalls denkmalgeschützt sind.